# 幂函数

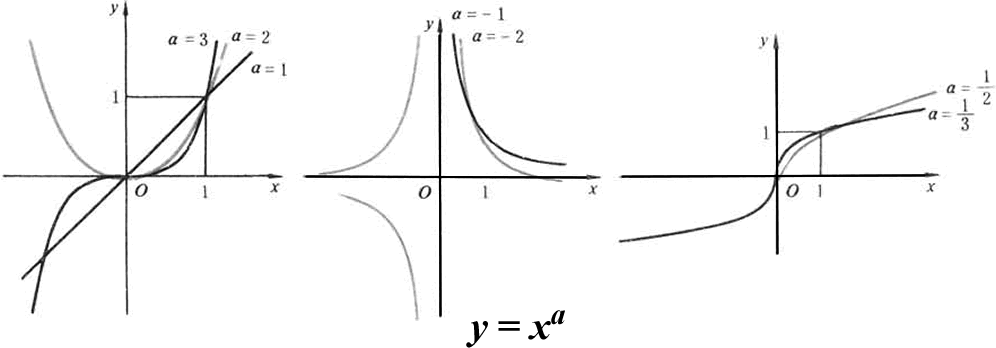
幂函数图像

一般地，函数{\displaystyle f(x)=x^{a}}叫做幂函数（英語：Power function），其中{\displaystyle x}是自变量，{\displaystyle a}是常数。
幂函数与指数函数的区别是，幂函数的自变量是底数（英語：base），指数函数的自变量是指数（英語：exponent, power）

## 自然数幂
自然数幂函数{\displaystyle x^{n}}的定义为自变量自乘{\displaystyle n}次，如
{\displaystyle x^{3}\equiv x\times x\times x}

## 有理数幂
形如
{\displaystyle f(x)=x^{\frac {1}{n}}}
的幂函数定义为
{\displaystyle f(x)=x^{n}}
的多值反函数。但实际上，我们还是只取主值。

## 无理数幂
无理数幂可以使用两个有理数幂的商逼近得到。

## 复数幂
扩大的幂函数定义为
{\displaystyle x^{a}\equiv e^{a\cdot \ln x}}
如果{\displaystyle a}不是整數，則冪函數是一个多值函数。